# Antinatalizam
Antinatalizam ili anti-natalizam je etički i moralni stav koji negativno vrednuje ljudsku reprodukciju. Antinatalisti tvrde da bi se ljudi trebali suzdržavati od razmnožavanja jer je to moralno pogrešno (neki također prepoznaju razmnožavanje drugih živih bića kao problematično). U znanstvenim i književnim djelima predstavljeni su različiti etički temelji antinatalizma. Neki od najranijih sačuvanih formulacija ideje antinatalizma mogu se pronaći u staroj Grčkoj. Izraz antinatalizam je u suprotnosti s pojmom natalizam ili pronatalizam. Antinatalizam je prvi put spomenuo Théophile de Giraud u svojoj knjizi L'art de guillotiner les procréateurs: Manifeste anti-nataliste.

## Argumenti

### U religiji
Grgur iz Nise upozorava da nikoga ne treba uvjeravati argumentom da je reprodukcija mehanizam koji stvara djecu i tvrdi da oni koji se suzdrže od reprodukcije, čuvajući svoje djevičanstvo, „dovode do poništavanja smrti sprječavajući je da dalje napreduje zbog njih i postavljajući se kao svojevrsni kamen na granici između života i smrti, sprječavaju nastavak smrti." Søren Kierkegaard vjeruje da čovjek u ovaj svijet ulazi putem zločina, da je njegovo postojanje zločin, a rađanje je samo po sebi pad  i vrhunac ljudskog egoizma. Prema njemu, kršćanstvo postoji da zaustavi nastavak rađanja. Pitanje antinatalizma u ranom kršćanstvu postavlja Théophile de Giraud.

### Teodiceja i antropodicija
Julio Cabrera razmatra pitanje čovjeka kao stvoritelja u odnosu na teodiceju i tvrdi da kao što je nemoguće braniti ideju dobrog Boga kao stvoritelja, isto tako je nemoguće obraniti ideju dobrog čovjeka kao stvoritelja. U roditeljstvu, ljudski roditelj oponaša božanskog roditelja, tako što interpretira obrazovanje kao oblik težnje za "spasenjem", "pravim putem" za dijete. Međutim, čovjek može odlučiti da je bolje uopće ne patiti nego trpjeti patnju i biti ponuđen kasnijom mogućnošću spasa od patnje. Po Cabrerinom mišljenju, zlo se ne povezuje s nedostatkom bića, već s patnjom i umiranjem živih. Dakle, naprotiv, zlo je samo i očito povezano s bićem.
Karim Akerma, zbog moralnog problema čovjeka kao stvoritelja, uvodi antropodiciju, suprotan koncept teodiceje. Njegovo mišljenje je da što je manje vjere u Svemogućeg Stvoritelja - Boga, pitanje antropodicije postaje važnije. Akerma smatra da za one koji žele voditi život poštujući etičke vrijednosti, uzrok patnje moraju i opravdati. Čovjek više ne može odbaciti odgovornost za patnju koja se javlja pozivajući se na imaginarni entitet koji postavlja moralna načela. Za Akermu je antinatalizam posljedica propasti nastojanja teodiceje i neuspjeha pokušaja uspostave antropodicije. Prema njemu, ne postoji metafizika niti moralna teorija koja može opravdati reprodukciju ljudi, pa je stoga antropodicija neobranjiva kao i teodicija.

### Peter Wessel Zapffe
Peter Wessel Zapffe promatrao je ljude kao biološki paradoks. Prema njemu, svijest se kod ljudi pretjerano razvila, zbog čega smo nesposobni za normalno funkcioniranje poput drugih životinja: svijest nam daje više nego što možemo podnijeti. Naša krhkost i beznačajnost u kozmosu su nam postali vidljivi. Želimo živjeti, a ipak, zbog načina na koji smo evoluirali, mi smo jedina vrsta čiji su pripadnici svjesni da su osuđeni na smrt. Sposobni smo analizirati prošlost i budućnost, kako svoju situaciju tako i situaciju drugih, kao i zamišljati patnju milijardi ljudi (kao i drugih živih bića) i imati suosjećanje za njihovu patnju. Žudimo za pravdom i smislom u svijetu kojem nedostaje oboje. Navedene tvrdnje dokazuju da su životi svjesnih pojedinaca tragični. Imamo želje: duhovne potrebe koje u stvarnosti ne možemo zadovoljiti, a naša vrsta i dalje postoji samo zato što ograničavamo svoju svijest o tome što ta stvarnost zapravo znači. Ljudsko postojanje predstavlja zamršenu mrežu obrambenih mehanizama, koji se mogu promatrati i individualno i društveno, u našim svakodnevnim obrascima ponašanja. Prema Zapffeu, čovječanstvo bi trebalo prestati s ovakvim samozavaravanjem, a prirodna posljedica toga bi bilo njegovo izumiranje suzdržavanjem od razmnožavanja.

### Negativna etika
Julio Cabrera predlaže koncept "negativne" etike za razliku od "afirmativne" etike, koja potvrđuje biće. Prokreaciju opisuje kao manipulaciju i štetu, jednostrano i nesuglasno slanje ljudskog bića u bolnu, opasnu i moralno otežavajuću situaciju.
Cabrera smatra prokreaciju ontološkim pitanjem potpune manipulacije: samo se biće proizvodi i koristi; za razliku od unutarsvjetskih slučajeva kada je netko stavljen u štetnu situaciju. U slučaju razmnožavanja, nema šanse za obranu od tog čina. Prema Cabreri: manipulacija u razmnožavanju vidljiva je prvenstveno u jednostranoj i nekonsenzualnoj prirodi čina, što prokreaciju per se čini neizbježno asimetričnom; kao proizvod predumišljaja ili proizvod zanemarivanja. Uvijek je povezan s interesima (ili nezainteresiranošću) drugih ljudi, a ne interesima stvorenog čovjeka. Osim toga, Cabrera ističe da po njegovom mišljenju manipulacija prokreacijom nije ograničena na sam čin stvaranja, već se nastavlja u procesu odgoja djeteta, tijekom kojeg roditelji stječu veliku moć nad djetetovim životom, koji se oblikuje prema njihovim željama i za njihovo zadovoljstvo. Naglašava da, iako nije moguće izbjeći manipulaciju u razmnožavanju, savršeno je moguće izbjeći samu reprodukciju i da se time ne krši niti jedno moralno pravilo.
Cabrera vjeruje da je situacija u kojoj se netko nađe kroz prokreaciju strukturno negativna po tome što su njezine konstitutivne značajke inherentno nepovoljne. Najistaknutiji od njih su, prema Cabreri, sljedeći:
1. Biće koje čovjek stekne rođenjem se smanjuje (ili "propada"), u smislu bića koje počinje nestajati od samog svog nastanka, slijedeći jedan i nepovratan smjer deteoracije i propadanja, čije potpuno ispunjenje može nastupiti u bilo koji trenutak između nekoliko minuta ili sto godina.
2. Od trenutka kada su nastali, ljudi su pod utjecajem tri vrste podražaja: fizičke boli (u obliku bolesti, nesreća i prirodnih katastrofa kojima su uvijek izloženi); obeshrabrenje (u obliku "nedostatka volje", ili "raspoloženja" ili "duha", do ozbiljnih oblika depresije), i konačno, izloženost agresiji drugih ljudi ( od ogovaranja i kleveta do raznih oblika diskriminacije, progona i nepravde), agresije koje i mi možemo nanijeti drugima, također su, poput nas, podvrgnute trima vrstama podražaja.
3. Za obranu od (1.) i (2.), ljudska bića su opremljena mehanizmima stvaranja pozitivnih vrijednosti (etičke, estetske, religiozne, zabavne, rekreacijske, kao i vrijednosti sadržane u ljudskim realizacijama svih vrsta), koje ljudi moraju stalno održavati aktivnima. Sve pozitivne vrijednosti koje se pojavljuju u ljudskom životu su reaktivne i palijativne; uvodi ih trajna, tjeskobna i neizvjesna borba protiv propasti života i njegove tri vrste podražaja.

Cabrera skup ovih karakteristika A–C naziva "terminalnošću bića". Mišljenja je da ogroman broj ljudi diljem svijeta ne može izdržati ovu strmoglavu borbu protiv terminalne strukture svog bića, što dovodi do destruktivnih posljedica za njih i druge, kao što su: samoubojstva, teške ili manje mentalne bolesti ili agresivno ponašanje. Prihvaća da život može biti – zahvaljujući ljudskim zaslugama i trudu – podnošljiv, pa čak i vrlo ugodan (iako ne za sve, zbog fenomena moralne zapreke), ali i smatra problematičnim nekoga dovesti u postojanje kako bi pokušao da im život učini ugodnim boreći se protiv teške i depresivne situacije u koju ih stavljamo razmnožavanjem. Čini se razumnijim, smatra Cabrera, jednostavno ih ne dovesti u tu situaciju, budući da su rezultati njihove borbe uvijek neizvjesni.
Cabrera vjeruje da u etici, uključujući afirmativnu etiku, postoji jedan sveobuhvatni koncept koji on naziva "minimalna etička artikulacija", "MEA" (prethodno prevedeno na engleski kao "Fundamental Ethical Articulation" i "FEA"): razmatranje tuđih interesa, ne manipulirajući njima i ne nanoseći im štetu. Prokreacija je za njega očito kršenje MEA-e – netko je izmanipuliran i stavljen u štetnu situaciju kao rezultat te radnje. Po njegovu mišljenju, vrijednosti uključene u MEA-u široko su prihvaćene od strane afirmativne etike, čak bi i njihove osnove, ako im se radikalno pristupi, trebale dovesti do odbijanja rađanja.
Za Cabreru, najgora stvar u ljudskom životu i produžetku njega samog je ono što on naziva "moralna prepreka": strukturalna nemogućnost djelovanja u svijetu bez nanošenja štete ili manipuliranja nekime u datom trenutku. Ova zapreka ne nastaje zbog intrinzičnog "zla" ljudske prirode, već zbog strukturalne situacije u kojoj je ljudsko biće oduvijek bilo. U ovoj smo situaciji stjerani u kut raznim vrstama boli, prostor za djelovanje nam je ograničen, a različiti interesi često se međusobno sukobljavaju. Ne moramo imati loše namjere da se prema drugima ponašamo sa zanemarivanjem; na to smo prisiljeni kako bismo preživjeli, slijedili svoje ciljeve i pobjegli od patnje. Cabrera također skreće pozornost na činjenicu da je život povezan sa stalnim rizikom da netko doživi jaku fizičku bol, što je uobičajeno u ljudskom životu, primjerice kao posljedica teške bolesti, te tvrdi da nas samo postojanje takve mogućnosti sputava. moralno, kao i da zbog nje u svakom trenutku možemo izgubiti, kao rezultat njezine pojave, mogućnost dostojanstvenog, moralnog funkcioniranja makar i u najmanjoj mjeri.

### Kantovski imperativ
Julio Cabrera, David Benatar i Karim Akerma svi tvrde da je rađanje u suprotnosti s praktičnim imperativom Immanuela Kanta (prema Kantu, čovjeka nikada ne treba koristiti samo kao sredstvo za postizanje cilja, već bi uvijek trebao biti tretiran kao cilj sam sebi). Oni tvrde da se osoba može stvoriti radi svojih roditelja ili drugih ljudi, ali da je nemoguće stvoriti nekoga za svoje dobro; te da stoga, slijedeći Kantovu preporuku, ne bismo trebali stvarati nove ljude. Heiko Puls tvrdi da Kantova razmatranja o roditeljskim dužnostima i ljudskom razmnožavanju, općenito, impliciraju argumente za etički opravdan antinatalizam. Kant, međutim, prema Pulsu, odbacuje ovu poziciju u svojoj teleologiji iz metaetičkih razloga.

### Nemogućnost pristanka
Seana Shiffrin, Gerald Harrison, Julia Tanner i Asheel Singh tvrde da je rađanje moralno problematično zbog nemogućnosti dobivanja pristanka od čovjeka koji će biti doveden u postojanje.
Shiffrin navodi četiri čimbenika koji, po njenom mišljenju, čine opravdanje za hipotetski pristanak na razmnožavanje problemom:
1. velika šteta nije u pitanju ako se radnja ne poduzme;
2. ako se poduzima radnja, štete koje pretrpi stvorena osoba mogu biti vrlo teške;
3. osoba ne može pobjeći od nametnutog stanja bez vrlo visoke cijene (samoubojstvo je često fizički, emocionalno i moralno bolna opcija);
4. postupak hipotetske suglasnosti ne temelji se na vrijednostima osobe koja će snositi nametnuti uvjet.[26]

Gerald Harrison i Julia Tanner tvrde da kada želimo značajno utjecati na nekoga svojim djelovanjem, a nije moguće dobiti njihov pristanak, tada bi bilo prihvatljivo ne poduzeti takvu radnju. Iznimka su, po njima, radnje kojima želimo spriječiti veću štetu osobi (primjerice, guranje nekoga s puta klavira koji pada). Međutim, po njihovom mišljenju, takve radnje svakako ne uključuju razmnožavanje, jer prije poduzimanja ove radnje osoba ne postoji.
Asheel Singh naglašava da se ne mora misliti da je nastanak uvijek opća šteta kako bi se antinatalizam prepoznao kao ispravan pogled. Prema njegovom mišljenju, dovoljno je misliti da ne postoji moralno pravo da se drugima nanese ozbiljna šteta, koja se može spriječiti, bez njihovog pristanka.
Chip Smith i Max Freiheit tvrde da je rađanje u suprotnosti s načelom neagresije desničarskih libertarijanaca, prema kojem se ne bi smjele poduzimati nesuglasne radnje prema drugim ljudima.

### Smrt kao šteta
Marc Larock prezentira svoje gledište koje naziva "deprivacionalizmom". Prema njegovom gledištu:
- Svaka osoba ima interes za stjecanje nove zadovoljne preferencije.
- Kad god je osoba lišena nove zadovoljene preferencije, to narušava interes i time nanosi štetu.

Larock tvrdi da ako je osoba uskraćena beskonačnog broja novih zadovoljenih stavova, ona trpi beskonačnu štetu i da je takvo uskraćivanje smrt do koje vodi razmnožavanje.

Svi smo mi stvoreni bez našeg pristanka, a tijekom života upoznati smo s mnoštvom dobra. Nažalost, postoji ograničenje količine dobra koje će svatko od nas imati u svom životu. Na kraju će svatko od nas umrijeti i bit ćemo trajno odsječeni od izgleda za bilo kakvo daljnje dobro. Postojanje, gledano na ovaj način, izgleda kao okrutna šala.

Larock smatra da nije ispravno neutralizirati njegov stav izjavom da je smrt također daje  beskrajno veliku korist za nas, jer nas štiti od beskonačnosti novih frustrirajučih preferencija. Predlaže misaoni eksperiment u kojem imamo dvoje ljudi, Mary i Tom. Prva osoba, Mary, umire u dobi od četrdeset godina od posljedica komplikacija uzrokovanih degenerativnom bolešću. Mary bi živjela još neko vrijeme, da nije bilo komplikacija, ali bi u životu doživjela samo loše, a ne dobre stvari. Druga osoba, Tom, umire u istoj dobi od iste bolesti, ali u njegovom slučaju bolest je u takvoj fazi razvoja da njegovo tijelo više ne bi moglo funkcionirati. Prema Larocku, loše je kada se netko, kao u slučaju Toma, susreće s nemogućnošću da nastavi izvlačiti dobre stvari iz svog života; svačiji život vodi u takvu točku ako netko živi dovoljno dugo, a naša intuicija nam ne govori da je to općenito dobro ili čak neutralno. Stoga bismo trebali odbaciti stajalište da je smrt također beskonačno velika korist: jer mislimo da Tom nije imao sreće. U slučaju Mary, naša intuicija nam govori da njezina nesreća nije tako velika kao Tomova nesreća. Njezinu nesreću umanjuje činjenica da ju je smrt spasila od stvarne mogućnosti da doživi loše stvari. U Tomovom slučaju nemamo istu intuiciju. Za njega fizički nije bila moguća ni loša ni dobra budućnost. Larock smatra da, iako nam se nemogućnost doživljavanja budućih dobrih stvari čini štetnom, sam nedostatak logične mogućnosti doživljavanja budućih loših stvari ne čini nam se kao kompenzirana korist. Ako je tako, ne bi bilo ništa čudno u prepoznavanju da Tom nije doživio nikakvu nesreću. Ali on je žrtva nesreće, baš kao i Mary. Međutim, čini se da Maryina nesreća nije tako velika jer njezina smrt sprječava velike patnje. Larock je mišljenja da će većina ljudi na ovaj način vidjeti oba slučaja. Ovaj zaključak bi trebao dovesti do činjenice da prepoznajemo da postoji asimetrija između štete i koristi koju smrt donosi.
Larock sažima svoje gledište na sljedeći način:

Postojanje svakog moralnog bića u našem svijetu počiva na gruboj moralnoj pogrešnoj procjeni. Kako ja to vidim, neprokreacija je najbolje sredstvo za ispravljanje ove pogreške.

### Negativni utilitarizam
Negativni utilitarizam tvrdi da smanjivanje patnje ima veću moralnu važnost od povećanja količine sreće.
Hermann Vetter slaže se s pretpostavkama Jana Narvesona:
1. Ne postoji moralna obveza roditi dijete čak i ako možemo biti sigurni da će ono biti vrlo sretno tijekom svog života.
2. Postoji moralna obveza da se dijete ne rodi ako se može predvidjeti da će ono biti nesretno.

Međutim, on se ne slaže sa zaključkom koji Narveson izvodi:
1. Općenito – ako se može predvidjeti da dijete neće biti nesretno niti da će biti beskorisno –          nema dužnosti imati ili ne imati dijete.

 Umjesto toga, on predstavlja sljedeću matricu teorijske odluke:
|                  | Dijete će biti manje-više sretno             | Dijete će biti manje-više nesretno |
| ---------------- | -------------------------------------------- | ---------------------------------- |
| Roditi dijete    | Nijedna dužnost nije ispunjena ili prekršena | Dužnost prekršena                  |
| Ne roditi dijete | Nijedna dužnost nije ispunjena ili prekršena | Dužnost ispunjena                  |

Na temelju toga zaključuje da ne bismo trebali kreirati ljude:

Odmah se vidi da čin "ne roditi dijete" dominira nad činom "roditi dijete" jer ima jednako dobre posljedice kao i drugi čin u jednom slučaju, a bolje posljedice u drugom. Stoga treba dati prednost drugom činu sve dok ne možemo sa sigurnošću isključiti mogućnost da će dijete biti manje-više nesretno; a nikada ne možemo. U svakom slučaju, moralno je bolje ne roditi dijete.

Karim Akerma tvrdi da utilitarizam zahtijeva najmanje metafizičkih pretpostavki i da je stoga najuvjerljivija etička teorija. Vjeruje da je negativni utilitarizam ispravan jer dobre stvari u životu ne nadoknađuju loše stvari; prije svega, najbolje stvari ne nadoknađuju najgore stvari kao što su, na primjer, iskustva strašne boli, agonije ranjenih, bolesnih ili umirućih. Prema njegovom mišljenju, i mi rijetko znamo što učiniti da ljudi budu sretni, ali znamo što učiniti da ljudi ne pate: dovoljno je da nisu stvoreni. Ono što je za Akermu u etici važno je težnja za što manje patnika (u konačnici nitko), a ne za najsretnijim ljudima, što se, po njemu, odvija na račun neizmjerne patnje.
Miguel Steiner vjeruje da je antinatalizam opravdan s dvije konvergirajuće perspektive:
1. osobne – nitko ne može predvidjeti sudbinu svog djeteta, ali je poznato da će biti izloženo brojnim opasnostima u vidu strašne patnje i smrti, najčešće traumatske,
2. demografska – postoji demografska dimenzija patnje u vezi s kojom se broj žrtava raznih vrsta problema (npr. glad, bolest, nasilje) povećava ili smanjuje ovisno o veličini stanovništva.

On tvrdi da naš koncept zla proizlazi iz našeg iskustva patnje: nema zla bez mogućnosti doživljavanja patnje. Posljedično, što je populacija manja, manje se zla događa u svijetu. Prema njegovom mišljenju, s etičkog gledišta, to je ono čemu trebamo težiti: suziti prostor u kojem se događa zlo – što je patnja koja se prokreacijom širi.
Bruno Contestabile i Sam Woolfe citiraju priču The Ones Who Walk Away from Omelas autorice Ursule K. Le Guin. U ovoj priči postojanje utopijskog grada Omelasa i sreća njegovih stanovnika ovise o patnji jednog djeteta koje je mučeno na izoliranom mjestu i kojem se ne može pomoći. Većina prihvaća ovakvo stanje i ostaje u gradu, ali ima i onih koji se s tim ne slažu, koji ne žele u tome sudjelovati i tako "odšetaju iz Omelasa". Contestabile i Woolfe ovdje povlače paralelu: da bi Omelas postojao, dijete mora biti mučeno, a na isti način, postojanje našeg svijeta povezano je s činjenicom da se nekome stalno nanosi šteta. Prema Contestabileu i Woolfeu, na antinataliste se može gledati upravo kao na "one koji odlaze od Omelasa", koji ne prihvaćaju takav svijet i koji ne odobravaju njegovo postojanje. Contestabile postavlja sljedeće pitanje: je li sva sreća u stanju nadoknaditi ekstremnu patnju čak i jedne osobe?

### Argumenti Davida Benatara

#### Asimetrija između štete i koristi
David Benatar tvrdi da postoji ključna asimetrija između dobrih i loših stvari, kao što su zadovoljstvo i bol:
1. prisutnost boli je loša;
2. prisutnost zadovoljstva je dobra;
3. odsutnost boli je dobra, čak i ako to dobro nitko ne uživa;
4. odsutnost užitka nije loša osim ako ne postoji netko za koga je ta odsutnost uskraćenost.[44][45]

| Scenarij A (X postoji)             | Scenarij B (X nikad ne postoji)       |
| ---------------------------------- | ------------------------------------- |
| 1. Prisutnost boli (loše)          | 3. Odsutnost boli (dobro)             |
| 2. Prisutnost zadovoljstva (dobro) | 4. Odsutnost zadovoljstva (Nije loše) |

Što se tiče razmnožavanja, slijedi argument da nastanak stvara i dobra i loša iskustva, bol i zadovoljstvo, dok nepostojanje ne uzrokuje ni bol ni zadovoljstvo. Odsutnost boli je dobra, a odsutnost užitka nije loša. Stoga se etički izbor važe u korist neprokreacije.
Benatar objašnjava gornju asimetriju koristeći četiri druge asimetrije koje smatra prilično vjerojatnim:
- Asimetrija prokreacijskih dužnosti: imamo moralnu obvezu ne stvarati nesretne ljude i nemamo moralnu obvezu stvarati sretne ljude. Razlog zašto mislimo da postoji moralna obveza da se ne stvaraju nesretni ljudi je taj što bi prisutnost ove patnje bila loša (za patnike), a odsutnost patnje je dobra (iako nema tko uživati u odsutnosti patnje ). Suprotno tome, razlog zbog kojeg mislimo da nema moralne obveze stvaranja sretnih ljudi je taj da, iako bi njihovo uživanje bilo dobro za njih, odsutnost užitka kada ne nastanu neće biti loša, jer neće biti nikoga tko bi bio lišen dobra.
- Prospektivna asimetrija dobročinstva: čudno je spominjati interese potencijalnog djeteta kao razlog zašto ga odlučujemo stvoriti, ali nije čudno spominjati interese potencijalnog djeteta kao razlog zašto ih odlučujemo ne stvoriti. To što dijete može biti sretno nije moralno važan razlog za njihovo stvaranje. Suprotno tome, činjenica da dijete može biti nesretno važan je moralni razlog da ih ne stvaramo. Da je odsutnost užitka loša čak i ako netko ne postoji da bi doživio njegovu odsutnost, onda bismo imali značajan moralni razlog da stvorimo dijete i da stvorimo što više djece. Ako ne smatramo odsustvo boli dobrom, iako netko ne postoji da bi to dobro doživio, onda ne bismo imali značajan moralni razlog da ne stvaramo dijete.
- Retrospektivna asimetrija dobročinstva: jednog dana možemo požaliti zbog osobe čije je postojanje uvjetovano našom odlukom, što smo je mi stvorili – osoba može biti nesretna i prisutnost njezine boli bila bi loša stvar, ali nikada nećemo žaliti zbog osobe čije je postojanje bilo uvjetovano našom odlukom, što ih mi nismo stvorili – tada osoba neće biti lišena sreće, jer ona nikada neće postojati, a nepostojanje sreće neće biti loše, jer neće biti nikoga kome će to dobro biti oduzeto.
- Asimetrija udaljene patnje i nepostojećih sretnih ljudi: tugu osjećamo činjenicom da negdje ljudi nastaju i pate, a ne osjećamo tugu činjenicom da negdje ljudi nisu nastali na mjestu gdje su sretni ljudi. Kada znamo da su negdje ljudi nastali i pate, osjećamo suosjećanje. Činjenica da na nekom pustom otoku ili planeti ljudi nisu nastali i patili je dobro. To je zato što je odsutnost boli dobra čak i kada nema nekoga tko to dobro doživljava. S druge strane, ne osjećamo tugu zbog činjenice da na nekom pustom otoku ili planeti ljudi nisu nastali i nisu sretni. To je zato što je odsutnost užitka loša samo kada netko postoji da bi bio lišen užitka.

#### Patnja koju su doživjeli potomci
Prema Benataru, stvaranjem djeteta mi smo odgovorni ne samo za patnju tog djeteta, nego možemo biti i odgovorni za patnju daljnjeg potomstva djeteta.

#### Posljedice rađanja
Benatar navodi statistiku koja pokazuje kamo vodi stvaranje ljudi. Procjenjuje se da:
- je više od petnaest milijuna ljudi umrlo od prirodnih katastrofa u posljednjih 1000 godina,
- otprilike 20.000 ljudi umire svaki dan od gladi ,
- procjenjuje se da 840 milijuna ljudi pati od gladi i pothranjenosti,
- između 541. i 1912. godine procjenjuje se da je preko 102 milijuna ljudi bilo zahvaćeno kugom ,
- Epidemija gripe 1918. ubila je 50 milijuna ljudi,
- skoro 11 milijuna ljudi umire svake godine od zaraznih bolesti ,
- maligne neoplazme uzimaju više od 7 milijuna života svake godine,
- otprilike 3.5 milijuna ljudi svake godine strada u nesrećama,
- otprilike 56,5 milijuna ljudi je umrlo 2001., što je više od 107 ljudi u minuti,
- prije dvadesetog stoljeća preko 133 milijuna ljudi je ubijeno u masovnim ubojstvima ,
- u prvih 88 godina dvadesetog stoljeća 170 milijuna (moguće 360 milijuna) ljudi su strijeljani, premlaćivani, mučeni, ubodeni, spaljivani, izgladnjivani, smrzavani, zgnječeni ili radili na smrt; živi zakopani, utopljeni, obješeni, bombardirani ili ubijeni na bilo koji drugi od bezbroj načina na koje su vlade nanijele smrt nenaoružanim, bespomoćnim građanima i strancima,
- bilo je 1.6 milijuna smrtnih slučajeva povezanih sa sukobima u šesnaestom stoljeću, 6.1 milijuna u sedamnaestom stoljeću, 7 milijuna u osamnaestom, 19.4 milijuna u devetnaestom, a 109,7 milijuna u dvadesetom,
- ratne ozljede dovele su do 310.000 smrtnih slučajeva 2000. godine
- oko 40 milijuna djece svake godine se maltretira,
- više od 100 milijuna trenutno živih žena i djevojaka bile su podvrgnute sakaćenju genitalija,
- Smatra se da je 2000. godine 815.000 ljudi počinilo samoubojstvo[47] (U 2016., Međunarodna udruga za prevenciju samoubojstava procijenila je da netko počini samoubojstvo svakih 40 sekundi, više od 800.000 ljudi godišnje.)[48]

Trenuci blaženstva ne uspijevaju nadoknaditi trenutke patnje pa je prosječan život više neugodan nego ugodan.

#### Mizantropija
Osim filantropskih argumenata, koji se temelje na brizi za ljude koji će nastati, Benatar također tvrdi da je drugi put prema antinatalizmu mizantropski argument koji se prema njegovom mišljenju može sažeti na sljedeći način :

Drugi put do anti-natalizma je preko onoga što ja nazivam "mizantropskim" argumentom. Prema ovom argumentu, ljudi su duboko pogrešna i destruktivna vrsta koja je odgovorna za patnju i smrt milijardi drugih ljudi i neljudskih životinja. Ako je tu razinu uništenja izazvala neka druga vrsta, brzo bismo preporučili da se novi članovi te vrste ne dovode u postojanje.

### Šteta za neljudske životinje
David Benatar, Gunter Bleibohm, Gerald Harrison, Julia Tanner, i Patricia MacCormack pažljivi su prema temi štete koju ljudi nanose drugim živim bićima(koja imaju osjećaje). Rekli bi da se milijarde neljudskih životinja svake godine zlostavljaju i ubijaju od strane naše vrste za proizvodnju životinjskih proizvoda, za eksperimentiranje i nakon pokusa (kada više nisu potrebni), kao rezultat uništavanja staništa ili druge štete po okoliš i za sadistički užitak. Oni se obično slažu s misliocima o pravima životinja da je šteta koju im činimo nemoralna. Smatraju ljudsku vrstu najrazornijom na planetu, tvrdeći da bez novih ljudi neće biti štete nanesene drugim živim bićima od strane ljudi.
Neki antinatalisti su također vegetarijanci ili vegani iz moralnih razloga, te pretpostavljaju da bi se takvi pogledi trebali međusobno nadopunjavati jer imaju zajednički nazivnik: ne nanose štetu drugim živim bićima. Taj je stav bio prisutan već u manihejstvu i katarizmu. Katari su zapovijed "ne ubij" tumačili kao da se odnosi i na druge sisavce i ptice. Preporučeno je ne jesti njihovo meso, mliječne proizvode i jaja.

### Utjecaj na okoliš
Volonteri Pokreta za dobrovoljno izumiranje ljudi tvrde da je ljudska aktivnost primarni uzrok degradacije okoliša, te je stoga suzdržavanje od reprodukcije "humanitarna alternativa ljudskim katastrofama". Ako uništavanje ekosustava nije samo po sebi moralna pogreška, onda se radi o nanošenju patnje životinjama i ljudima kroz lanac posljedica.

### Posvajanje
Herman Vetter, Théophile de Giraud, Travis N. Rieder, Tina Rulli, Karim Akerma i Julio Cabrera tvrde da umjesto da se čovjek upušta u moralno problematičan čin reprodukcije, može učiniti dobro posvajanjem već postojeće djece. De Giraud naglašava da diljem svijeta postoje milijuni djece koja trebaju skrb.

### Olakšanje od gladi
Stuart Rachels i David Benatar tvrde da bismo trenutno, u situaciji u kojoj veliki broj ljudi živi u siromaštvu, trebali prestati s reprodukcijom i preusmjeriti resurse, koji bi bili iskorišteni za podizanje vlastite djece, na siročad.

## Realizam
Neki antinatalisti vjeruju da većina ljudi nema točnu procjenu stvarnosti, što utječe na želju za stvaranjem djece.
Peter Wessel Zapffe identificira četiri represivna mehanizma koje koristimo, svjesno ili ne, da ograničimo svoju svijest o životu i svijetu:
1. izolacija – proizvoljno odbacivanje iz naše svijesti i svijesti drugih o svih negativnih misli i osjećaja povezanih s neugodnim činjenicama našeg postojanja. U svakodnevnom životu to se očituje kao prešutni dogovor da se šuti o određenim temama – posebice oko djece, kako bi se spriječilo usađivanje straha od svijeta i onoga što ih čeka u životu, prije nego što budu u stanju naučiti druge mehanizme.
2. učvršćivanje – stvaranje i korištenje osobnih vrijednosti kako bismo osigurali našu privrženost stvarnosti, kao što su roditelji, dom, ulica, škola, Bog, crkva, država, moral, sudbina, zakon života, ljudi, budućnost, gomilanje materijalnih dobara ili autoriteta itd. To se može okarakterizirati kao stvaranje obrambene strukture, "fiksiranje točaka unutar, ili izgradnja zidova okolo, tekući sukob svijesti", i obrana strukture od prijetnji.
3. ometanje – prebacivanje fokusa na nove dojmove kako bismo pobjegli od okolnosti i ideja koje smatramo štetnim ili neugodnim.
4. sublimacija – preusmjeravanje tragičnih dijelova života u nešto kreativno ili vrijedno, obično kroz estetsku konfrontaciju u svrhu katarze. Usredotočujemo se na imaginarne, dramatične, herojske, lirske ili komične aspekte života, kako bismo sebi i drugima omogućili bijeg od njihovog pravog utjecaja.

Prema Zapffeu, depresivni poremećaji su često "poruke iz dubljeg, neposrednog osjećaja života, gorki plodovi genijalnosti misli". Čini se da neke studije to potvrđuju, govori se o fenomenu depresivnog realizma, a Colin Feltham piše o antinatalizmu kao jednoj od njegovih mogućih posljedica.
David Benatar citirajući brojne studije navodi tri fenomena koje su opisali psiholozi, a koji su, prema njemu, odgovorni za nepouzdanost naše samoprocjene o kvaliteti našeg života:
- Sklonost optimizmu (ili Pollyannino načelo ) – imamo pozitivno iskrivljenu sliku naših života u prošlosti, sadašnjosti i budućnosti.
- Prilagodba (ili akomodacija, navikavanje) – prilagođavamo se negativnim situacijama i sukladno tome prilagođavamo svoja očekivanja.
- Usporedba – za našu samoprocjenu o kvaliteti naših života važnije je kako naši životi idu u usporedbi sa životima drugih. Jedan od učinaka toga je da se negativni aspekti života koji utječu na svakoga ne uzimaju u obzir pri procjeni vlastitog blagostanja. Također je vjerojatnije da ćemo se uspoređivati s onima kojima je gore nego onima kojima je bolje.

Benatar zaključuje:

Gore navedeni psihološki fenomeni ne iznenađuju iz evolucijske perspektive. Oni se bore protiv samoubojstva i za reprodukciju. Ako su naši životi tako loši kao što ću još sugerirati da jesu, i kad bi ljudi bili skloni vidjeti ovu istinsku kvalitetu svog života onakvom kakva ona jest, mogli bi postati mnogo skloniji samoubojstvu ili barem ne proizvoditi više takav život. Pesimizam, dakle, obično nije prirodno odabran.

Thomas Ligotti skreće pozornost na sličnost između Zapffeove filozofije i teorije upravljanja terorom. Teorija upravljanja terorom tvrdi da su ljudi opremljeni jedinstvenim kognitivnim sposobnostima izvan onoga što je potrebno za opstanak, što uključuje simboličko razmišljanje, ekstenzivnu samosvijest i percepciju sebe kao bića u sadašnjosti svjesnih konačnosti svog postojanja. Želja da živimo, uz našu svijest o neizbježnosti smrti, u nama izaziva teror. Protivljenje ovom strahu je među našim primarnim motivima. Kako bismo pobjegli od toga, gradimo obrambene strukture oko sebe kako bismo osigurali svoju simboličku ili doslovnu besmrtnost, kako bismo se osjećali kao vrijedni članovi smislenog svemira i kako bismo se usredotočili na zaštitu od neposrednih vanjskih prijetnji.

## Abortus
Antinatalizam može dovesti do određenog stava o moralnosti pobačaja.
Prema Davidu Benataru, biće nastaje u moralno relevantnom smislu kada se pojavi svijest, kada fetus postane osjećajan, a do tada je abortus moralan, dok bi nastavak trudnoće bio nemoralan. Benatar se odnosi na EEG studije mozga i studije o percepciji boli fetusa, u kojima se navodi da se svijest fetusa javlja najranije između dvadeset osam i trideset tjedana trudnoće, prije koje nije sposoban osjetiti bol. Suprotno tome, izvješće Kraljevskog koledža opstetričara i ginekologa iz 2010. pokazalo je da se fetus osvijesti tek u dvadeset četvrtom tjednu trudnoće. Kritizirane su neke pretpostavke ovog izvješća o osjećaju fetusa nakon drugog tromjesečja. Na sličan način tvrdi i Karim Akerma. On razlikuje organizme koji nemaju mentalna svojstva i živa bića koja imaju mentalna svojstva. Prema njegovom gledištu, koje on naziva mentalističkim, živo biće počinje postojati kada organizam (ili drugi entitet) po prvi put proizvede jednostavan oblik svijesti.
Julio Cabrera smatra da je moralni problem pobačaja potpuno drugačiji od problema suzdržavanja od rađanja jer u slučaju pobačaja više ne postoji nepostojeće biće, nego već postojeće biće – najbespomoćnije i bez mogućnosti obrane od uključenih strana., koje će jednog dana imati autonomiju odlučivanja, a mi ne možemo odlučivati umjesto njih. Sa stajališta Cabrerine negativne etike, pobačaj je nemoralan iz sličnih razloga kao i rađanje. Za Cabreru, iznimka u kojoj je pobačaj moralno opravdan su slučajevi ireverzibilne bolesti fetusa (ili neke ozbiljne "društvene bolesti" poput američkog osvajanja ili nacizma ), po njemu u takvim slučajevima očito mislimo na nerođeno, a ne jednostavno iz naših interesa. Osim toga, Cabrera smatra da je pod određenim okolnostima legitimno i shvatljivo činiti neetičke radnje, na primjer, pobačaj je legitiman i shvatljiv kada je život majke ugrožen.

## Reprodukcija neljudskih životinja
Neki antinatalisti priznaju razmnožavanje životinja kao moralno loše, a neki sterilizaciju smatraju moralno dobrom u njihovom slučaju. Karim Akerma antinatalizam, koji uključuje životinje, definira kao univerzalni antinatalizam i sam zauzima takav stav:

  »Sterilizacijom možemo životinje osloboditi od robovanja njihovih osjetila i od dovođenja sve više i više zarobljenih životinja u ciklus rađanja, zaraze parazitima, starenja, bolesti i umiranja; jesti i biti pojeden.«
K. Akerma, Manifest zum antinatalismus. Zur Ethik des Antinatalismus. Für Nachkommenlosigkeit bei Mensch und Tier, Pro iure animalis, July 2014 , English translation (PDF)

David Benatar naglašava da se njegova asimetrija odnosi na sva živa bića, te spominje da ljudi igraju ulogu u odlučivanju koliko će životinja biti: ljudi uzgajaju druge vrste životinja i mogu sterilizirati druge vrste životinja. Životinje su robovi neizbježne potrebe evolucije koja podrazumijeva poboljšanje načina razmnožavanja. Samo životinje koje razumiju ovaj princip, naime čovječanstvo, mogu ga izbjeći i pomoći drugim životinjama da ga izbjegnu.
Magnus Vinding tvrdi da su životi divljih životinja u njihovom prirodnom okruženju općenito vrlo loši. Skreće pozornost na pojave kao što su umiranje prije odrastanja, gladovanje, bolest, parazitizam, infanticid, grabežljivost i sl. Navodi istraživanje o tome kako životinjski život izgleda u divljini. Jedno od osam muških mladunaca lavova preživi odraslu dob. Drugi umiru od gladi, bolesti i često postaju žrtve zuba i kandži drugih lavova. Za ribe je puno rjeđe dostizanje odrasle dobi. Samo jedan od stotinu mužjaka lososa preživi odraslu dob. Vinding smatra da kada bi ljudski životi i opstanak ljudske djece izgledali ovako, trenutne ljudske vrijednosti ne bi dopuštale razmnožavanje; međutim, to nije moguće kada su u pitanju životinje, koje se vode instinktom. On smatra da čak i ako se netko ne slaže da je razmnožavanje uvijek moralno loše, treba priznati razmnožavanje u divljini kao moralno loše i nešto što bi trebalo spriječiti (barem u teoriji, ne nužno u praksi). On smatra da se neintervencija ne može braniti ako odbacimo specizam i da trebamo odbaciti neopravdanu dogmu da je ono što se događa u prirodi ono što bi se trebalo događati u prirodi.

Ne možemo dopustiti sebi da lažno racionaliziramo patnju koja se događa u prirodi i zaboravimo žrtve užasa prirode samo zato što se ta stvarnost ne uklapa u naše prikladne moralne teorije, teorije koje u konačnici služe samo da se osjećamo dosljedno i dobro o sebi pred neshvatljivo lošom stvarnošću.

## Kritika
Kritika antinatalizma dolazi iz brojnih pogleda koji vide pozitivnu vrijednost u dovođenju ljudi u postojanje. David Wasserman u svojoj kritici antinatalizma kritizira argument asimetrije Davida Benatara i argument pristanka.

## Vanjske poveznice
- Interview with David Benatar for Cape Talk on Radio 702, about "Better Never to Have Been", 2009
- Julio Cabrera's conference Birth as a bioethical problem: first steps towards a radical bioethics at the University of Brasília, 2018
- Antinatalism – list of books, articles and quotes  Arhivirana inačica izvorne stranice od 3. prosinca 2021. (Wayback Machine)
- Anti-natalists: The people who want you to stop having babies, BBC News, 13 August 2019
- I wish I'd never been born: the rise of the anti-natalists, The Guardian, 14 November 2019
- Jordan B Peterson vs David Benatar - Antinatalism debate